# Yanji
Yanji léase Yán-Chi (en chino mandarín: 延吉市, pinyin: Yánjí shì, coreano: 연길 시, transcripción: Yŏn'gil si) es la capital de la Prefectura autónoma coreana de Yanbian en la provincia de Jilin, al noreste de la República Popular China. Su área es de 1332 km² y su población es superior a 500 000. Debido a la gran población coreana, ahora hay una ley que dice que los avisos en la ciudad deben ser bilingües y estar escritos tanto en chino como en coreano. La ciudad se encuentra próxima a la frontera con Corea del Norte y Rusia.

## Administración
Yanjí administra 9 pueblos que se dividen en: 6 subdistritos y 3 poblados.
- Subdistrito de Henan (河南街道 / 하남가도)
- Subdistrito de Jiangong (建工街道 / 건공가도)
- Subdistrito de Xinxing (新兴街道 / 신흥가도)
- Subdistrito de Gongyuan (公园街道 / 공원가도)
- Subdistrito de Chaoyang (朝阳街道 / 조양가도)
- Subdistrito de Beishan (北山街道 / 북산가도)
- Poblado de Yilan (依兰镇 / 이란진)
- Poblado de Yilan (三道湾镇 / 삼도만진)
- Poblado de Yilan Xiaoying (小营镇 / 소영진)

## Geografía
La ciudad de Yanji es una de las seis ciudades de la prefectura autónoma de Yanbian, situada en la parte oriental de la provincia de Jilin. Las otras cinco ciudades son Hunchun, Dunhua, Longjing y Tumen, y la región también tiene dos condados, Antu y Wangqing.
La frontera con Rusia en torno a Yanjí es una región susceptible a terremotos, el más reciente fue en febrero de 2010 y registró 6,5 en la escala de Richter.

## Clima
Yanji tiene cuatro estaciones, el clima es continental húmedo, con inviernos largos y muy fríos, y veranos húmedos. La primavera y el otoño constituyen poca presencia y las lluvias son muy débiles. La temperatura media es de -13 °C a 22 °C de enero a julio, con una precipitación total anual de 530 milímetros, la mayoría cae durante el verano. Tiene gran cantidad de lagos, ríos y montañas.
| Parámetros climáticos promedio de Yanji (1971–2000)                          | Parámetros climáticos promedio de Yanji (1971–2000) | Parámetros climáticos promedio de Yanji (1971–2000) | Parámetros climáticos promedio de Yanji (1971–2000) | Parámetros climáticos promedio de Yanji (1971–2000) | Parámetros climáticos promedio de Yanji (1971–2000) | Parámetros climáticos promedio de Yanji (1971–2000) | Parámetros climáticos promedio de Yanji (1971–2000) | Parámetros climáticos promedio de Yanji (1971–2000) | Parámetros climáticos promedio de Yanji (1971–2000) | Parámetros climáticos promedio de Yanji (1971–2000) | Parámetros climáticos promedio de Yanji (1971–2000) | Parámetros climáticos promedio de Yanji (1971–2000) | Parámetros climáticos promedio de Yanji (1971–2000) |
| Mes                                                                          | Ene.                                                | Feb.                                                | Mar.                                                | Abr.                                                | May.                                                | Jun.                                                | Jul.                                                | Ago.                                                | Sep.                                                | Oct.                                                | Nov.                                                | Dic.                                                | Anual                                               |
| ---------------------------------------------------------------------------- | --------------------------------------------------- | --------------------------------------------------- | --------------------------------------------------- | --------------------------------------------------- | --------------------------------------------------- | --------------------------------------------------- | --------------------------------------------------- | --------------------------------------------------- | --------------------------------------------------- | --------------------------------------------------- | --------------------------------------------------- | --------------------------------------------------- | --------------------------------------------------- |
| Temp. máx. abs. (°C)                                                         | 8.6                                                 | 13.8                                                | 21.7                                                | 31.2                                                | 35.2                                                | 37.2                                                | 37.6                                                | 36.8                                                | 31.2                                                | 30.2                                                | 21.1                                                | 9.3                                                 | '                                                   |
| Temp. máx. media (°C)                                                        | −6.5                                                | −2.2                                                | 5.6                                                 | 15.1                                                | 21.5                                                | 24.0                                                | 27.1                                                | 26.9                                                | 21.9                                                | 14.5                                                | 3.9                                                 | −4.3                                                | 12.3                                                |
| Temp. mín. media (°C)                                                        | −19.4                                               | −16.0                                               | −8.2                                                | −0.1                                                | 6.7                                                 | 12.9                                                | 17.2                                                | 17.1                                                | 9.1                                                 | 0.3                                                 | −8.0                                                | −16.2                                               | -0.4                                                |
| Temp. mín. abs. (°C)                                                         | −31.4                                               | −32.7                                               | −25.7                                               | −11.7                                               | −5.2                                                | 3.9                                                 | 9.1                                                 | 6.5                                                 | −4.0                                                | −13.6                                               | −25.0                                               | −32.2                                               | '                                                   |
| Precipitación total (mm)                                                     | 3.7                                                 | 5.2                                                 | 8.3                                                 | 25.2                                                | 54.0                                                | 88.8                                                | 115.3                                               | 121.9                                               | 64.1                                                | 24.6                                                | 10.8                                                | 6.4                                                 | 528.3                                               |
| Días de precipitaciones (≥ 0.1 mm)                                           | 3.1                                                 | 3.4                                                 | 5.1                                                 | 7.8                                                 | 12.2                                                | 15.1                                                | 14.3                                                | 13.6                                                | 10.4                                                | 7.1                                                 | 5.3                                                 | 3.8                                                 | 101.2                                               |
| Horas de sol                                                                 | 170.4                                               | 183.2                                               | 225.3                                               | 213.2                                               | 233.6                                               | 190.0                                               | 181.0                                               | 187.5                                               | 197.6                                               | 199.5                                               | 157.7                                               | 140.8                                               | 2279.8                                              |
| Humedad relativa (%)                                                         | 59                                                  | 55                                                  | 53                                                  | 55                                                  | 60                                                  | 75                                                  | 79                                                  | 80                                                  | 77                                                  | 67                                                  | 62                                                  | 61                                                  | 65.3                                                |
| Fuente: China Meteorological Administration, NOAA (1961-1990, extremes only) |                                                     |                                                     |                                                     |                                                     |                                                     |                                                     |                                                     |                                                     |                                                     |                                                     |                                                     |                                                     |                                                     |

## Aeropuerto
El aeropuerto de la ciudad es el Yanji Chaoyangchuan (延吉朝阳川机场 / 연길 조양천 공항), es el único civil en toda la prefectura y se ubica a 190 m s. n. m. En el 2011 se movieron más de un millón de pasajeros.